# Hit Em Wit da Hee
"Hit Em Wit da Hee" é um single da rapper Missy Elliott com participação de Lil' Kim. A música é encontrada em seu álbum de estreia, de 1997, Supa Dupa Fly. A única que não era elegível para os EUA no quadro (porque não foi lançada comercialmente lá), e foi um sucesso no exterior, atingindo # 25 no Reino Unido. O videoclipe da canção edição contém seqüências de amostragem a partir da música Björk Jóga. Nos EUA, a versão do álbum foi lançado nas rádios e recebeu rádios menores mainstream urbana e alcançou a posição # 61 na Billboard Hot EUA R&B/Hip-Hop Airplay.

## O Videoclipe
O videoclipe desta música acontece em um castelo escuro, sobre uma colina e foi filmado em março de 1998. Missy é considerada uma dança de terno com outros bailarinos. Quando a música muda a batida Jóga, ela é vista caminhando com um cálice mágico e três objetos flutuando ao lado dela, principalmente, um bule de chá, um suporte para ovos de metal e uma luva de metal. aparições são feitas por Magoo, Nicole Wray, Ginuwine, Playa, Mocha, e Timbaland. A canção termina com o cavalo de metal se movendo rapidamente, Missy quase como se tivesse algo a ver com isso. O remix da canção foi usada para o vídeo. Em vez de com Lil' Kim, o remix tem Keli Nicole Price, Mocha e Timbaland.

## Faixas

### US Single
12" Promo
Side A
1. "Hit 'Em Wit Da Hee" (Remix Extended Version) (featuring Lil' Kim & Mocha)
2. "Hit 'Em Wit Da Hee" (LP Version Clean) (featuring Lil' Kim & Mocha)

Side B
1. "Hit 'Em Wit Da Hee" (Remix Instrumental)
2. "Hit 'Em Wit Da Hee" (Remix Acapella) (featuring Lil' Kim & Mocha)

12" Single
Side A
1. "Hit 'Em Wit Da Hee" (Remix Extended Version) (featuring Lil' Kim & Mocha) - 4:57

Side B
1. "Beep Me 911" (Remix) (featuring 702 & Magoo) - 4:20
2. "Sock It 2 Me" (Funky DL Remix) (featuring Da Brat) - 4:30

### UK Single
CD Maxi-Single
1. "Hit 'Em Wit Da Hee" (LP Version) (featuring Lil' Kim & Mocha) - 4:53
2. "Hit 'Em Wit Da Hee" (Ganja Kru Remix) (featuring Lil' Kim & Mocha) - 6:42
3. "Sock It 2 Me" (Funky DL Remix) (featuring Da Brat) - 4:30

### Europe Single
12" Single
Side A
1. "Hit 'Em Wit Da Hee" (LP Version Dirty) (featuring Lil' Kim & Mocha) - 4:20

Side B
1. "Hit 'Em Wit Da Hee" (Remix Instrumental) - 4:53
2. "Hit 'Em Wit Da Hee" (Ganja Kru Remix) (featuring Lil' Kim & Mocha) - 6:42

## Charts
| Chart (1998)                           | Melhor posição |
| -------------------------------------- | -------------- |
| UK Top 75 Singles                      | 25             |
| U.S. Billboard Hot R&B/Hip-Hop Airplay | 61             |